# Trutören (Hindersön)
Trutören is een Zweeds eiland behorend tot de Lule-archipel. Het eiland ligt ten noorden van het "hoofdeiland" Hindersön. Het eiland heeft geen oeververbinding en is onbebouwd.